# Geräuschreduzierender Kopfhörer

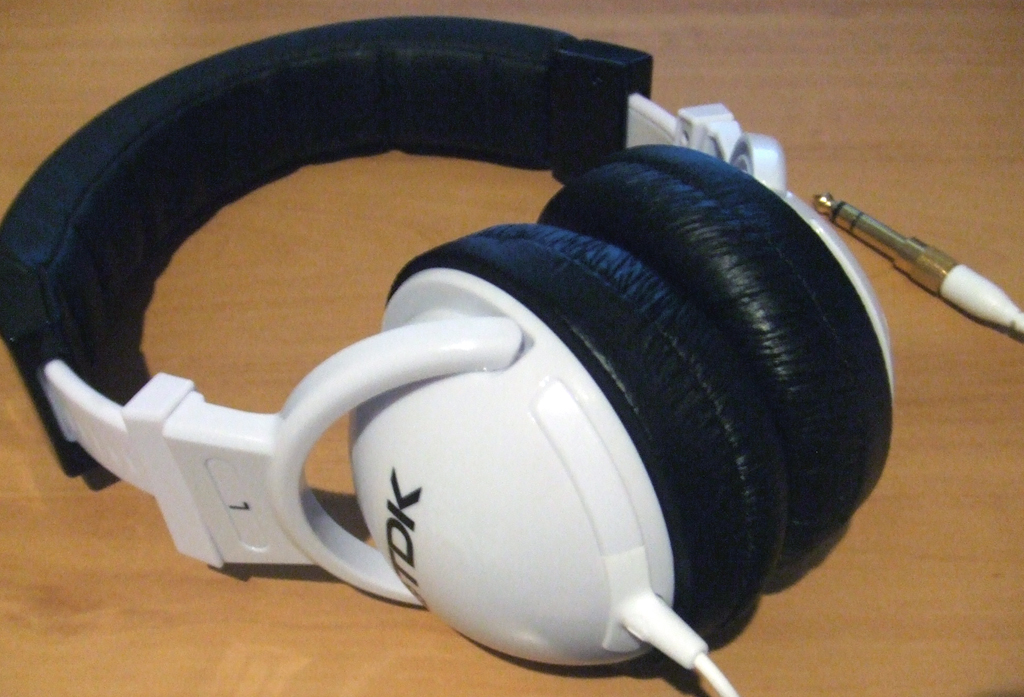
Geräuschreduzierender Bügelkopfhörer (2008)

Ein geräuschreduzierender Kopfhörer oder geräuschmindernder Kopfhörer dient als Gehörschutz zum Eliminieren von Störschall bei der Wiedergabe von Nutzschall. Dabei kann der Nutzschall mit geringerer beziehungsweise erträglicherer Lautstärke wiedergegeben werden. Zur Geräuschreduktion werden die passive Dämpfung durch schalldämmende Materialien und die aktive Geräuschreduktion durch Gegenschall eingesetzt. (englisch Active noise reduction ANR bzw. Active noise cancelling ANC)

## Funktionsweise
Der Kopfhörer nimmt mit einem oder zwei integrierten Mikrofonen den Schall von außen auf, der dann über einen eingebauten Verstärker mit eigener Stromversorgung und gegenpoligem Signalverlauf über die Lautsprecher des Kopfhörers wiedergegeben wird. Der ursprüngliche Schall wird dabei durch destruktive Interferenz ausgelöscht oder zumindest abgeschwächt und es bleibt nur das zuvor zugemischte Nutzsignal. Dieses Prinzip funktioniert bei den aktuellsten Generationen von Kopfhörern auch bis in hohe Frequenzbereiche gut bis sehr gut.
Kopfhörer mit integrierter, aktiver Geräuschunterdrückung gibt es in den folgenden Bauweisen:
- On-Ear (Bügelkopfhörer ohraufliegend)
- Over-Ear (Bügelkopfhörer ohrumschließend)
- In-Ear (Ohrstöpsel)

Für die Funktion der aktiven Geräuschminderung benötigen die Kopfhörer eine eigene Stromquelle, meist in Form einer kleinen Batterie oder Akkus.

## Geschichte
Erstmals entdeckte der Nobelpreisträger Lord Rayleigh das Prinzip der aktiven Geräuschunterdrückung im Jahr 1878. Ihm war die Interferenzfähigkeit aus der Optik bekannt und er übertrug sie auf Geräusche. Mittels zweier Stimmgabeln lokalisierte er Maxima und Minima. Rayleigh erkannte zwar das Prinzip, konnte es jedoch nicht praktisch umsetzen.
Ein Nutzen aus der erkannten Interferenzfähigkeit ergab sich erst 1934 durch Paul Lueg und Henri Marie Coanda. In Luegs Patent kam erstmals die aktive Lärmminderung zum Ausdruck. Doch auch hier blieb es bei theoretischen, wenngleich deutlich präziseren Ansätzen.
1949 erkannte Bichovskij die Möglichkeiten durch Antischall, sodass er ein Patent für einen geräuschreduzierenden Kopfhörer anmeldete, jedoch nicht realisierte.
Die ersten praktischen Experimente zur aktiven Geräuschunterdrückung wurden 1953 durchgeführt. Aufgrund der damals fehlenden Technik wurde aus den Experimenten jedoch kein praktischer Nutzen gezogen.
1988 konnte der geräuschreduzierende Kopfhörer durch die Digitaltechnik final umgesetzt werden. Das Unternehmen Bose entwarf damals den ersten Aktivkopfhörer mit Antischall-Technik.
Zunächst waren die Kopfhörer für Flugzeugpiloten bestimmt, damit sie mit dem Bodenpersonal kommunizieren können. Später wurden die Kopfhörer kommerziell veräußert.

## Einsatzgebiete

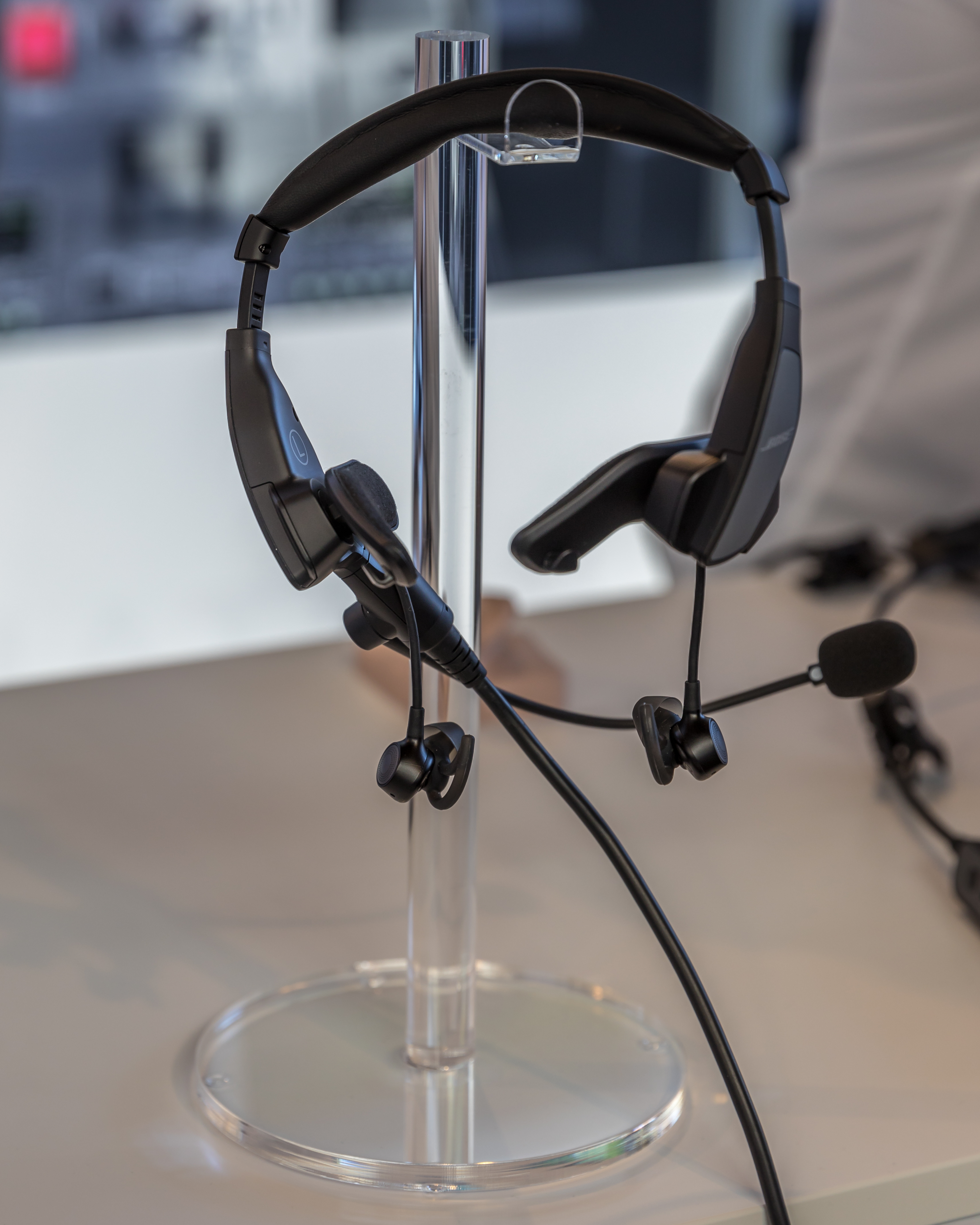
Geräuschreduzierendes Headset von Bose mit In-Ohr-Kopfhörern für die Luftfahrt (2018)

Geräuschreduzierende Kopfhörer werden überall eingesetzt, wo in Bereichen mit lauten Umgebungsgeräuschen Tonsignale zum Ohr übertragen werden sollen, wie zum Beispiel im Cockpit eines Flugzeugs für den Flugfunk oder für die Kommunikation zwischen den Piloten an Bord. Aber auch Passagiere in lauten Fahrzeugen benutzen solche Kopfhörer, um während der Reise beispielsweise möglichst entspannt Musik zu hören. Ferner können auch im Innenraumbereich die Geräusche von elektrischen Geräten wie zum Beispiel Geräusche von Gebläsen, Klimaanlagen oder Elektromotoren gemindert werden.
Vorteil ist der verringerte Gesamtschallpegel am Ohr sowohl die Belastung bei der auditiven Wahrnehmung als auch die Emission des Nutzschalls vom Kopfhörer in die Umwelt vermindert. Geräuschreduzierende Kopfhörer können auch ohne die Beaufschlagung mit einem Nutzsignal zur Geräuschreduktion eingesetzt werden.
Nachteil ist die nötige Stromversorgung durch Batterien, Akkus oder Kabel, ohne die einige Geräte keine Nutzsignale wiedergeben können.

## Alternativen
Anstelle von geräuschreduzierenden Kopfhörern können Ohrenstöpsel verwendet werden. Sie funktionieren „passiv“, indem sie das Eindringen von Schall in das Ohr dämpfen bzw. ganz oder teilweise verhindern. Neuerdings werden auch sogenannte „Loop Earplugs“ angeboten, mit denen auch ein Gespräch weiterhin möglich bleiben soll.